# Раттини, Маурицио
Маури́цио Ратти́ни (итал. Maurizio Rattini; род. 13 ноября 1949, Сан-Марино) — капитан-регент Сан-Марино с 1 октября 1996 по 1 апреля 1997 года и с 1 апреля по 1 октября 2012 года, избран вместе с Итало Риги.
Член Большого генерального совета с 1993 года.
С 1993 по 1999 год был секретарём Социалистической партии Сан-Марино. С 1 октября 1996 года по 1 апреля 1997 года в первый раз занимал должность капитана-регента. За время своей политической карьеры Раттини входил в правительство в качестве государственного секретаря (министра) по территории, государственного секретаря по вопросам промышленности и государственного секретаря по вопросам здравоохранения.
Получив мандат на парламентских выборах в 2008 году, стал заместителем лидера коалиции «Список свободы» (Lista della Libertà) и председателем Новой социалистической партии. Член парламентского комитета по вопросам судопроизводства и Комитета по иностранным делам.

## Награды
- Кавалер Большого креста ордена «За заслуги перед Итальянской Республикой» (19 марта 2002 года)[3].